# Vortat
Vortat bezeichnet im deutschen Strafrecht eine Straftat, deren Verwirklichung Voraussetzung eines anderen Straftatbestandes ist. Der Begriff wird allerdings im Gesetzestext selbst nicht erwähnt, das Gesetz beschreibt lediglich gewisse Konstellationen, in denen eine Vortat als Tatbestandsvoraussetzung erkennbar wird.
- So setzt die Hehlerei (§ 259 StGB) voraus, dass die Sache, die gehehlt wird, aus einer gegen fremdes Vermögen gerichteten Straftat stammt. Das Vermögensdelikt, aus dem die Sache rechtswidrig gewonnen wurde, stellt insoweit die Vortat dar.

- Die Vortat muss nicht immer nach dem geschützten Rechtsgut definiert sein. Der Tatbestand der Geldwäsche (§ 261 StGB) nennt etwa als Vortaten sämtliche Verbrechen und bestimmte enumerativ aufgezählte Vergehen.

- Nach § 211 StGB wird die vorsätzliche Tötung eines anderen Menschen unter anderem dann als Mord bestraft, wenn sie in der Absicht erfolgte, eine vorangegangene Straftat (Vortat) zu verdecken.

- Seltener wird der Begriff der Vortat im Hinblick auf die Vergehen der Begünstigung (§ 257 StGB), in dem eine Hilfeleistung darauf gerichtet ist, dem Täter den Erhalt der Vorteile der Straftat zu sichern, und der Strafvereitelung (§ 258 StGB) gebraucht, obwohl auch diese Tatbestände nur verwirklicht werden können, wenn eine andere Tat vorausgegangen ist.

- Teilweise spricht man auch von Vortat im Zusammenhang mit Delikten, denen eine vorsätzliche Berauschung des Täters vorausging, insbesondere dem "Vollrausch" nach § 323a StGB. Danach wäre im Grunde die Bestrafung eines Täters mangels (beschränkter) Schuldfähigkeit eingeschränkt bzw. ausgeschlossen.

Siehe auch: Beihilfe nach der Tat, Rauschtat